# Euphorbia pseudosikkimensis
Euphorbia pseudosikkimensis är en törelväxtart som först beskrevs av Isao Hurusawa och Yuichiro Tanaka, och fick sitt nu gällande namn av Radcl.-sm.. Euphorbia pseudosikkimensis ingår i släktet törlar, och familjen törelväxter. Inga underarter finns listade i Catalogue of Life.